# Натурний клас, художня Академія Клементіна
«Натурний клас, художня Академія Клементіна» (англ. Accademia Clementina) — малюнок, створений італійським художником Джамп'єтро Дзанотті (1674—1765).

## Джамп'єтро Дзанотті

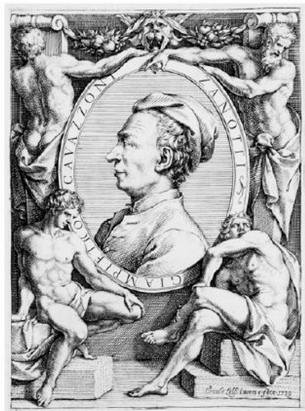
Гравер Джамп'єтро Ріва. «Джамп'єтро Дзанотті»

Джамп'єтро Дзанотті народився в Парижі. Але художню освіту опановував в Болоньї. Його вчитель — болонський художник Лоренцо Пазінеллі (1629—1700).
Був серед прихильників стилістики рококо. Художній спадок митця нині відомий широкому загалу — мало. В історію художник Джамп'єтро Дзанотті увійшов як автор декількох друковних видань. Він був серед активних засновників художньої академії в місті Болонья 1710 року. Дзанотті згодом відтворив історію перших десятиліть академії, котра була оприлюднена 1739 року у двох книгах. Більшість друкованих творів Дзанотті була і надалі так чи інакше пов'язана з діяльністю художньої академії в Болоньї.

## Опис твору
Художник не полишав малювання. Під час створення історії художнього закладу в Болоньї виник задум створити ілюстрацію до майбутнього твору. Нею став малюнок «Натурний клас, художня Академія Клементіна».
Дзанотті зупнився на самому початку уроку малювання. Головуючий педагог стоїть перед оголеною моделлю і керує її позою, відшукуючи найбільш вигідний ракурс. Аудиторія ще напівпорожня. Але студенти прибувають і до початку уроку активно спілкуються, мало звертаючи увагу на піклування педагога. На дещо хаотичну атмосферу в аудиторії є додаткова вказівка. Це зображення собаки, що прибігла з вулиці і зручно розташувалась в аудиторії.
На протилежній стіні від глядачів видно нішу, прикрашену копією уславленої скульптури «Геркулес Фарнезе». Ретельний огляд скульптури виявляє, що обличчя Геркулеса спотворене довгим носом. Художник чи то вніс в малюнок елемент карикатури, чи то дещо карикатурно подав власний автопортрет, використавши для нього обличчя міфічного грецького героя.

## Техніка виконання і використання малюнка
Художник використав для створення малюнка перо і чорнила, а тіні наводив чорною крейдою. Малюнок пізніше був використаний для книги Дзанотті «Історія академії Клементіна в Болоньї» (італ. Storia dell'Accademia Clementina di Bologna), котра вийшла з друку 1739 року. З малюнку створили гравюру, що стала фронтиспісом означеного видання.